# Mazeyrolles
Mazeyrolles is een gemeente in het Franse departement Dordogne (regio Nouvelle-Aquitaine) en telt 343 inwoners (1999). De plaats maakt deel uit van het arrondissement Sarlat-la-Canéda.

## Geografie
De oppervlakte van Mazeyrolles bedraagt 29,2 km², de bevolkingsdichtheid is 11,7 inwoners per km².
De onderstaande kaart toont de ligging van Mazeyrolles met de belangrijkste infrastructuur en aangrenzende gemeenten.

## Demografie
Onderstaande figuur toont het verloop van het inwonertal (bron: INSEE-tellingen).